# Hogganfield Loch
Hogganfield Loch är en sjö i Storbritannien.   Den ligger i riksdelen Skottland, i den centrala delen av landet, 500 km nordväst om huvudstaden London. Hogganfield Loch ligger 85 meter över havet. Runt Hogganfield Loch är det i huvudsak tätbebyggt.